# Целинный (Майский сельсовет)
Цели́нный — посёлок в Краснозёрском районе Новосибирской области. Входит в состав Майского сельсовета.

## География
Площадь посёлка — 14 гектаров.

## Население
| 2002 | 2007 | 2010 |
| ---- | ---- | ---- |
| 97   | ↗117 | ↘95  |

## Инфраструктура
В посёлке по данным на 2007 год функционирует 1 учреждение образования.